# Красный Октябрь (Весёловский район)
Кра́сный Октя́брь — хутор в Весёловском районе Ростовской области.
Административный центр Краснооктябрьского сельского поселения.

## История
Хутор основан в 1926—1927 годах переселенцами из Уругвая, приверженцами секты «Новый Израиль». Переселенцы основали хутор Новый Израиль и объединились в коммуну «Красный Октябрь». После начала сталинских репрессий Лубков и близкие ему члены секты были репрессированы. Репрессии продолжались с 1933 по 1938 годы. 
Хутор Новый Израиль был переименован в Красный Октябрь в конце 1950-х годов,.
Вблизи хутора в Гражданскую войну погиб Огнев, Евдоким Павлович — комендор крейсера «Аврора».

## Население
| 1989 | 2002  | 2010  |
| ---- | ----- | ----- |
| 1024 | ↗1332 | ↘1115 |

## Улицы
| - пер. Заводской, - пер. Колхозный, - пер. Манычский, - пер. Мирный, - пер. Молодёжный, - пер. Садовый, - пер. Спортивный, - пер. Центральный, - пер. Широкий, | - ул. Больничная, - ул. Верхняя, - ул. Нижняя, - ул. Школьная. |